# 雅西鄉
45°11′N 24°43′E / 45.183°N 24.717°E
雅西鄉（羅馬尼亞語：Comuna Valea Iașului, Argeș），是羅馬尼亞的鄉份，位於該國中南部，由阿爾傑什縣負責管轄，面積27平方公里，海拔高度500米，2007年人口2,765，人口密度每平方公里102人。